# Gmina Szczytniki
Die Gmina Szczytniki [ʂt͡ʂɨtˈniki] ist eine Landgemeinde im Powiat Kaliski der Woiwodschaft Großpolen in Polen. Ihr Sitz ist das gleichnamige Dorf (deutsch Szczytniki, 1943–1945 Spitzenhagen).

## Gliederung
Zur Landgemeinde Szczytniki gehören folgende Dörfer mit einem Schulzenamt:
| Antonin Borek Bronibór Chojno Cieszyków Daniel Główczyn (1943–1945 Goldacker) Gorzuchy Górki Grab Guzdek Helenów Iwanowice Joanka Kobylarka Kornelin Korzekwin Kościany (1943–1945 Koschellen) | Krowica Pusta Krowica Zawodnia Krzywda Kuczewola Lipka Mała Gmina Marchwacz Marchwacz-Kolonia Marcjanów Mroczki Wielkie (1943–1945 Roßlau) Murowaniec Niemiecka Wieś (1943–1945 Deutschendorf) Pamiątków Pieńki Popów Poręby | Pośrednik Radliczyce (1943–1945 Radelschütz) Rudunki Szczytnickie Sobiesęki Drugie Sobiesęki Pierwsze Sobiesęki Trzecie Staw (1943–1945 Teichen) Strużka Szczytniki Szczytniki-Kolonia Trzęsów Tymieniec Tymieniec-Dwór Tymieniec-Jastrząb Tymieniec-Kąty Tymieniec-Niwka Włodzimierz |